# Шевчук, Валерий Александрович
Вале́рий Алекса́ндрович Шевчу́к (укр. Вале́рій Олекса́ндрович Шевчу́к; 20 августа 1939 — 6 мая 2025) — советский и украинский писатель-шестидесятник, мастер психологической и готической прозы, автор ряда литературоведческих, культурологических и публицистических работ.

## Творчество

### Произведения
- Среди недели (1967, сборник рассказов и повестей)
- Набережная 12 (1968)
- Крестопоклонный (1968, повесть)
- Вечер святой осени (1969)
- Крик петуха на рассвете (1979)
- Долина источников (1981)
- Тёплая осень (1981)
- На поле смиренном… (1982, роман)
- Дом на горе (1983, роман)
- Маленькое вечернее интермеццо (1984)
- Краски осеннего сада (1986)
- Три листка за окном (1986)
- Дерево мысли (1986, роман-эссе)
- Каменное эхо (1987)
- Птицы из невидимого острова (1989, повесть)
- Исповедь (1989, повесть)
- Мор (1989, повесть)
- Часы извечные (1990)
- Дорога в тысячу лет (1990)
- Панна цветов (1990, сборник сказок)
- Из вершин и низин (1990)
- Тропинка в траве. Житомирская сага (в 2 т., 1994)
- В брюхе апокалиптического зверя (1995, сборник рассказов)
- Казацкое государство. Этюды к истории украинской государственности (1995)
- Глаз Пропасти (1996, роман)
- Женщина-змея (1998)
- Юноши из огненной печи (1999)
- Бес во плоти (1999, сборник рассказов)
- Серебряное молоко (2002, роман)
- Тени исчезнувшего. Семейная хроника (2002, роман)
- Тёмная музыка сосен (2003, роман)
- Сад житейских мыслей, трудов и чувств (2003, автобиография)
- Компания из пивной у Чудновского моста (2006, повесть)
- Драматургия (2006, сборник пьес)

### Переводы
- Eye of the Abyss (Глаз Пропасти), часть 1 (перевод Ольги Рудакевич) в «Ukrainian Literature», том I, 2004[3].
- Eye of the Abyss (Глаз Пропасти), часть 2 (перевод Ольги Рудакевич) в «Ukrainian Literature», том 2, 2007[3].
- My Father Decided to Plant Orchards and The Cobbler (перевод Юрия и Мойры Луцких), в «Modern Ukrainian Short Stories», Ukrainian Academic Press, 1973.
- The Devil Who Is (The One-Hundredth Witch) (перевод Ольги Рудакевич) в «Ukrainian Literature», том I, 2004[3].
- The Voice of Grass (перевод Юрия Тарнавского), в AGNI Magazine издан Бостонским университетом, 1993.
- The Moon’s Cuckoo from the Swallow’s Nest (перевод МИРОС Стефанюк), в «From Three Worlds. New Writing From Ukraine» издание Zephyr Press, 1996.
- Lunar Pain (Лунная боль), (перевод Юрия Ткача), пр-во «Байда», Мельбурн 2010.

## Награды и премии
- Государственная премия УССР имени Т. Г. Шевченко (1988) — за книгу «Три листка за окном»
- Премия фонда Антоновичей (1990)
- Орден князя Ярослава Мудрого IV степени (18 августа 2009)[4]
- Орден князя Ярослава Мудрого V степени (27 августа 1999)[5]